# Tour Banco de Biscaye
La Tour Banco de Biscaye est un bâtiment situé dans la Gran Vía de la ville de Bilbao (Espagne) et a été conçu par les architectes Enrique Casanueva, Jaime Torres et José María Chapa. Son inauguration s'est déroulée le 22 avril 1969. Jusqu'en 2009, avec ses 22 étages et ses 85 mètres de hauteur, ce bâtiment était le plus haut de la ville, jusqu'à ce que la Tour Iberdrola l'ait aujourd'hui dépassée.
Ce bâtiment a été le siège central de la Banco Bilbao Vizcaya depuis sa construction en 1969, jusqu'en 1988, date de la fusion des banques de Biscaye et de Bilbao. Elle est devenue depuis le siège central du BBV. Après la fusion avec Argentaria, la tour a abrité le siège social du BBVA, ainsi que les bureaux centraux de Bilbao.